# La Belle Meunière (film)
Pour l’article homonyme, voir La Belle Meunière.
Pour plus de détails, voir Fiche technique et Distribution.
La Belle Meunière est un film français réalisé par Marcel Pagnol et Max de Rieux, sorti en 1948. L'un des premiers longs métrages français tourné et projeté en couleurs, expérimentant le procédé Rouxcolor, ce film donne la part belle à la musique et aux chansons de l'opéra romantique dont il s'inspire, signé Franz Schubert.

## Synopsis
Après une vive critique du poète qu'il admire tant, Johann Wolfgang von Goethe, au sujet d'une de ses dernières oeuvres musicales, le célèbre compositeur romantique Franz Schubert décide de quitter Vienne (Autriche) et rejoindre les Alpes pour méditer. Au cours du long trajet, il fait la connaissance du meunier d’un petit village, niché dans la montagne. L'homme lui propose de séjourner avec lui, pour apprendre le métier de meunier et en contrepartie, l’aider dans ses démarches administratives et de gestion. Schubert refuse poliment cette invitation et préfère poursuivre son chemin. Cependant, au bout d'un sentier, il découvre une magnifique jeune fille se baignant dans la rivière. Transporté par cette vision, il interroge la petite gardienne de chèvres et il apprend qu’elle est justement la fille du meunier qu'il connaît. Aussitôt, Schubert entreprend de revenir au moulin, pour accepter le stage proposé. Peu chanceux et adroit dans sa tâche, Franz Schubert choisit de s'évader pour une excursion solitaire de plusieurs semaines, dans les montagnes d'Autriche, afin de retrouver l'inspiration. Au cours de son périple, il rencontre à nouveau le joyeux meunier et sa jolie fille, âgée de vingt ans. Il accepte dès lors de prolonger son séjour dans leur modeste demeure et tente de la séduire avec ses chansons...

## Fiche technique
- Titre : La Belle Meunière
- Réalisation : Marcel Pagnol et Max de Rieux
- Assistant Réalisateur : Raymond Lamy
- Scénario : Marcel Pagnol, très librement adapté de la vie de Franz Schubert
- Décors : Robert Giordani
- Photographie : Willy Faktorovitch
- Musique : Tony Aubin, Franz Schubert
- Montage : Jeanne Rongier
- Son : Marcel Royné
- Photographe de Plateau : Léo Mirkine
- Société de production : Société du film La Belle Meunière
- Pays de production :  France
- Format : Couleur : Rouxcolor - 1,37:1 - 35 mm - Son mono
- Genre : Comédie musicale
- Durée : 99 minutes
- Date de sortie : 
  - France : 24 novembre 1948
- Visa d'exploitation : 6769
- Affiche : René Lefèbvre (France)

## Distribution
- Tino Rossi : Franz Schubert
- Jacqueline Bouvier : Brigitte
- Raoul Marco : Maître Guillaume
- Lilia Vetti : la maîtresse du comte
- Raphaël Patorni : le comte Christian
- Emma Lyonnel : la baronne
- Suzanne Desprès : la lavandière
- Thérèse Dorny
- Pierrette Rossi
- Pierre Labry
- Jean Deschamps
- Nicolas Amato
- Roger Monteaux
- Christian Bertola
- Jean-Paul Coquelin
- Gustave Hamilton
- Édouard Hemme
- Jules Dorpe

## Autour du film
- La Belle Meunière (Die schöne Müllerin) est également le titre d'un cycle de lieder de Franz Schubert.
- Le procédé Rouxcolor des frères  Lucien (1895-????) et Armand Roux (1906-1978), ingénieurs, a été déposé en 1931, mais il n'est exploité qu'en 1947 pour des raisons techniques et économiques. Il repose sur l’obtention de prise de vues en couleurs pour une analyse quadrichromique (bleu-vert-jaune-rouge) en projection additive. C'est-à-dire qu'il s'agit toujours de pellicules noir et blanc projetées à travers des filtres colorés avec un ingénieux système combinant quatre images dans un même photogramme. Un procédé simple, mais exigeant en équipement des salles de cinéma. Outre La Belle Meunière, seuls des documentaires ont utilisé cette technique jusqu'en 1952[2],[3],[1]. Quatre ans d'exploitation et un film est la courte vie de cette technologie.